# 大阪市立貝塚養護学校
大阪市立貝塚養護学校（おおさかしりつ かいづかようごがっこう）は、かつて大阪府貝塚市橋本にあった養護学校。小学部・中学部を設置し、病弱児を対象とする養護学校として運営されてきた。しかし大阪市の方針により2009年3月限りで閉校となった。

## 沿革
小児結核に罹患した子どもが学業を中断することなく療養できることを実現するために設置された大阪市立少年保養所内に、1948年に付設貝塚学園を設置したことが学校のはじまりとなった。
付設貝塚学園は大阪市立大宝小学校および大阪市立南中学校の分校として教育活動をおこなっていたが、1951年に大阪市立郊外貝塚小中学校として独立した。さらに1958年に大阪市立貝塚養護学校に改称している。
1967年には、泉大津市にあった小児喘息など病弱児対象の養護学校・大阪市立助松養護学校を統合した。これに伴い、大阪市立少年保養所に喘息児病棟を設置した。なお旧助松養護学校敷地は、泉大津市立小津中学校の敷地になっている。
1973年以降生活習慣病や心身障害を持つ生徒の受け入れを開始し、また1993年には大阪市内の病院へ訪問教育を開始した。
しかし学校を取り巻く状況の変化により廃校問題（後述）が持ち上がり、2009年3月限りの廃校と大阪市立光陽特別支援学校への機能移管が決定した。

### 年表
- 1948年 - 大阪市立少年保養所内に付設貝塚学園を設置。
- 1951年 - 大阪市立郊外貝塚小中学校として独立。
- 1958年 - 大阪市立貝塚養護学校と改称。
- 1960年 - 寄宿舎を設置。
- 1967年 - 大阪市立助松養護学校を統合。
- 1973年 - 生活習慣病や心身障害を持つ生徒の受け入れを開始。
- 1992年 - 小児結核の減少と小児喘息の治療法改良に伴い入所対象の児童生徒が減少したため、大阪市立少年保養所を閉鎖。
- 1993年 - 大阪市内の病院への訪問教育を開始。
- 2003年 - 隣接する国立療養所千石荘病院の閉鎖により、入院しながら通学する児童生徒がいなくなる。
- 2006年 - 児童・生徒の新規受け入れ停止方針を発表。
- 2007年 - 児童・生徒の新規受け入れを停止。
- 2008年9月18日 - 閉校が大阪市議会で正式に決定。
- 2009年3月31日 - 閉校。大阪市立光陽養護学校（同年4月1日付で大阪市立光陽特別支援学校へ改称）に機能移管。

## 廃校問題
大阪市教育委員会は2006年11月に、児童・生徒の新規受け入れを停止し、在校生が卒業次第廃校にする方針を発表した。方針を受けて、2007年度より新規受け入れを停止した。療養、教育の多様化や、大阪市の財政難によるものとみられる。一部の保護者や教職員は廃校方針に反対し、「貝塚養護学校の子どもと教育を守る会」を結成して廃校撤回を求める取り組みをすすめてきた。
一方で新規受け入れ停止方針発表後も転入希望者が相次ぎ、2007年4月以降少なくとも3人が、大阪市に対して転入を認めるよう求める訴訟を起こした。裁判所は2007年に1人（大阪地裁）、2008年に2人（大阪地裁で1人・大阪高裁で1人）に対して、転入を仮に義務付ける決定をおこなった。
大阪市会は2008年9月18日の定例会で、貝塚養護学校を2009年3月限りで閉校し、同年4月より大阪市立光陽養護学校へ機能を移管する条例案を可決した。
一方で生徒や保護者らは2008年9月19日、廃止取り消しを求める訴えを大阪地裁に提訴した。しかし大阪地裁は2009年1月30日、「抗告訴訟の対象となる行政処分に当たらない」として訴えを却下した。

## 交通
- 水鉄バス 千石荘前バス停 南へ約900m。
- JR阪和線 和泉橋本駅 南へ約2.5km。
- 水間鉄道 名越駅 南西へ約1.5km。